# Duncan McPhee
Duncan McPhee, né le 17 octobre 1892 à Paisley et mort le 22 septembre 1950 dans la même ville, est un athlète britannique écossais spécialiste du demi-fond. Son club était le West of Scotland Harriers.

## Biographie
Il a détenu pendant 14 ans le record d'Écosse du 1 000 yards en 2 min 16 s 0.

### Palmarès
| Date | Compétition           | Lieu   | Résultat | Épreuve            | Performance |
| ---- | --------------------- | ------ | -------- | ------------------ | ----------- |
| 1920 | Jeux olympiques d'été | Anvers | 2e       | 3 000 m par équipe | 20 pts      |

### Records
| Épreuve      | Performance  | Lieu | Date |
| ------------ | ------------ | ---- | ---- |
| 1 000 yards  | 2 min 16 s 0 |      | 1920 |
| 1 500 mètres | 4 min 07 s 2 |      | 1920 |
| Mile         | 4 min 23 s 8 |      | 1922 |